# Apatxe Fort Sill
La tribu apatxe Fort Sill és una tribu reconeguda federalment del poble amerindi apatxe chiricahua Warm Springs a Oklahoma.

## Govern
La tribu Apatxe Fort Sill té la seu a Apache (Oklahoma). El registre com a membre tribal, que requereix un quàntum de sang mínim d'1/16 (equivalent a un reberebesavi), arriba a 650. La tribu continua mantenint connexions estretes amb els chiricahua que foren traslladats a la reserva apatxe Mescalero a finals del segle xix.
Jeff Houser és l'actual cap tribal; el càrrec té una vigència de dos anys, igual que les posicions en el consell tribal electes.

## Terres
L'àrea de jurisdicció tribal, a diferència d'una reserva, s'estén pels comtats de Caddo, Comanche i Grady a Oklahoma. Un terratinent privat va tornar 4 acres de terra sagrada al comtat de Cochise (Arizona) per a la tribu, i s'ha inclòs a les seves terres en fideïcomís.

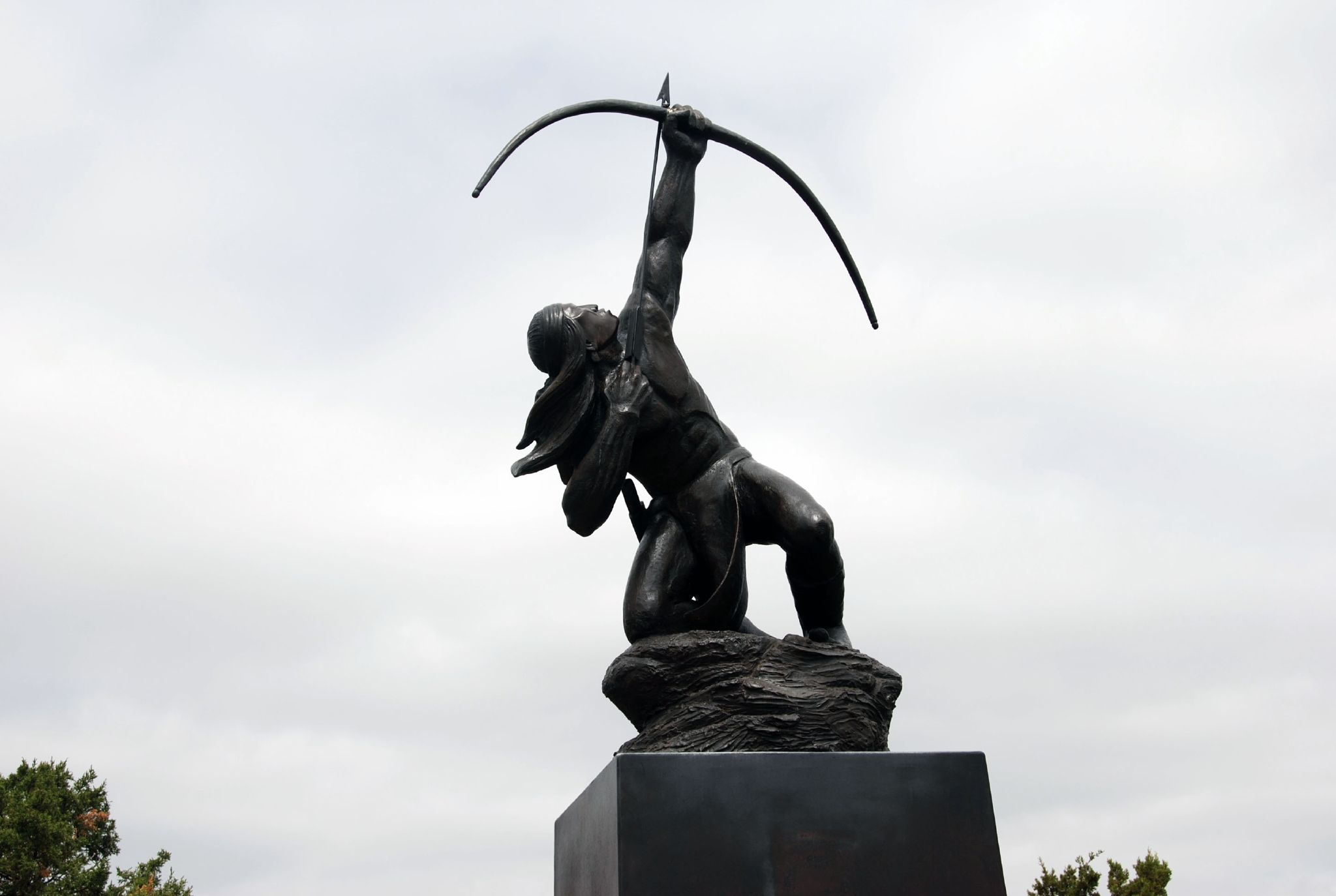
Escultura del jardí d'Alan Houser

En 2011 la tribu va guanyar el dret a establir un reserva a Nou Mèxic. Ara controlen 30 acres (12 hectàrees vora Deming (Nou Mèxic).

## Desenvolupament econòmic i programes tribals
La tribu gestiona el seu propi programa d'habitatge, Fort Sill Apache Industries, i el Casino Fort Sill Apache a Lawton. L'impacte econòmic de la tribu el 2008 era de 10 milions de dòlars.
Treballant amb l'Agència de Protecció Ambiental (EPA) dels Estats Units, el 2007 la tribu de Fort Sill va començar a establir una oficina de protecció del medi ambient: per disminuir els abocaments il·legals, encoratjar el reciclatge, capacitar els operadors d'aigua certificats i educar al públic sobre qüestions mediambientals.

## Història

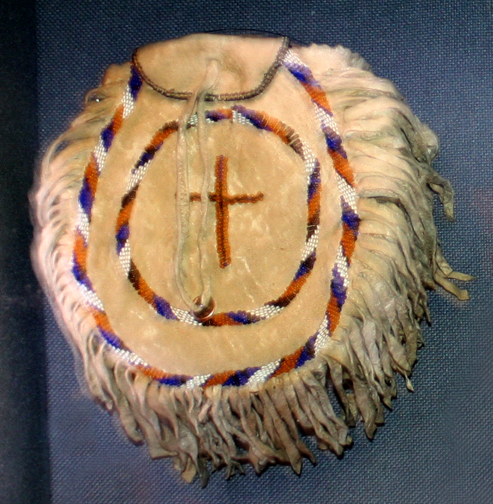
Bossa de comptes chiricahua, Oklahoma, Oklahoma History Center

La tribu apatxe Fort Sill està formada per apatxes chiricahua que formen 4 bandes:
- Chíhéne o Chííhénee’ 'Gent de la pintura vermella' (també coneguts com a apatxe Warm Springs, gileños, chiricahua orientals),
- Chukunende (Chokonende, Chokonen – ‘Cim del poble de la muntanya’, coneguts com a banda Chiricahua, propi o chiricahua central)
- Nde’ndai (Ndénai, Nednai, Ndé'ndai – ‘Poble enemic’, ‘Poble que crea problemes', a vegades coneguts com a banda Pinery Apatxe, apatxes Sierre Madre o chiricahua meridionals)
- Bidánku (Bedonkohe – ‘poble davant de la fi’, Bi-da-a-naka-enda – ‘plantats davant l'enemic’, a vegades coneguts com a banda apatxe Bronco, apatxes Mogollon o apatxes Gila, chiricahua del nord-oest)

Els apatxes parlen una de les llengües atapascanes meridionals i sembla que emigraren fa molts segles de la zona subàrtica vers l'actual sud-oest dels Estats Units. Els chiricahua s'assentaren al sud-est d'Arizona, al sud-oest de Nou Mèxic i el nord de Sonora i Chihuahua. A finals del segle xix, el territori dels apatxes chiricahua tenia uns 15 milions d'acres.
Quan en 1886 esclataren les guerres apatxes i la resistència a la colonització europe-americana, el govern federal dels Estats Units va prendre els chiricahua en custòdia com a presoners de guerra i es va apoderar de les seves terres. L'Exèrcit va desallotjar per la força 400 membres de la tribu de les Reserves Fort Apache i San Carlos a Arizona, i els transportà a instal·lacions de l'Exèrcit dels Estats Units a Alabama i Florida. Alguns guerrers foren traslladats a Fort Pickens, Florida. Llurs dibuixos en paper formen part d'una col·lecció de la Smithsonian Institution.
En 1894, el Congrés dels Estats Units aprovà una disposició especial per permetre que els chiricahua fossin traslladats a Territori Indi. Van ser l'última tribu índia de ser reubicada en el que avui és Oklahoma. Quan els chiricahua arribaren a Fort Sill, els havien promès les terres que envolten la fortalesa per assentar-se. Els locals no indígenes es van resistir a l'assentament apatxe, i la tribu va ser pressionat per marxar. Molts volien tornar a les seves terres tradicionals al sud-oest, i els mescaleros els van oferir terres a la seva reserva.
Un terç dels chiricahua es va quedar en Territori Indi, exigint que els EUA complissin amb la seva promesa de donar-los les terres a Fort Sill. Com a solució de compromís el govern va donar als chiricahua restants terres que havia classificat com a sobrants després de l'assignació de terres tribals a les llars individuals en el marc de la Llei Dawes, a la propera reserva de kiowes, comanxes i apatxes. En 1914 el govern finalment va alliberar-ne 84 del seu estatut de presoner i els garantí terres per allotjar-se al voltant de Fletcher i Apache (Oklahoma).
Els apatxes Fort Sill lluitaren per la supervivència en els anys següents a les zones econòmicament deprimides del sud-oest d'Oklahoma. La tribu va aprofitar l'oportunitat brindada per Llei de benestar indi d'Oklahoma de 1936. Perseverant a través de la dificultat de satisfer els requisits de documentació per a la continuïtat tribal, van ser reconeguts pel govern federal (Departament d'Interior) com una tribu en 1976.
La primera cap tribal, elegida en 1976, fou Mildred Cleghorn, una de les últimes chiricahues nascudes sota l'estatut de "presoner de guerra". Ella era educadora i fabricant de nines tradicionals, i va ser considerada com una líder cultural entre els ancians. Serví com a capa tribal fins al 1995 i es va centrar en el manteniment de la història i la cultura tradicional chiricahua.
Allan Houser fou el primer nen apatxe Fort Sill nascut lliure. Es va convertir en un dels més cèlebres escultors nadius americans del segle xx. Els seus fills, Bob Haozous i Philip Haozous, avui són escultors d'èxit i són alhora membres inscrits de la tribu.

## Membres tribals notables
- Mildred Cleghorn (1910–1997), primera presidenta de la tribu, una de les primeres dones escollides com a president tribal als Estats Units.
- Bob Haozous (1943), escultor post-modern
- Allan Houser (1914–1994), escultor i pintor modernista
- Geronimo (1829–1909), cap tribal